# Jan Václav Keller
Jan Václav Keller (21. dubna 1884 Smíchov – 26. února 1944 Brandenburg an der Havel) byl český advokát a sokolský činovník. Po zákazu činnosti sokolské organizace (ČOS) na území Protektorátu Čechy a Morava byl „posledním protektorátním starostou ČOS“.

## Život
Jan Václav Keller se narodil 21. dubna 1884 na Smíchově u Prahy. Byl advokátem (právnický titul JUDr.), členem správní rady Živnostenské banky v Praze a Občanské záložny na pražském Smíchově. Kromě toho, že byl sokolským cvičitelem, vykonával v letech 1940 až 1941 funkci starosty České obce sokolské (ČOS).
Přestože Obec sokolská po okupaci Čech a Moravy jako organizace dále existovala, připravovalo se její vedení na případný zákaz činnosti ze strany okupačních orgánů. Došlo k budování paralelních struktur a takto vzniklé ilegální sokolské organizaci byl dán název Obec sokolská v odboji (OSVO). Koncem roku 1939 a začátkem roku 1940 byla tzv. první garnitura vedení tj. nejvyšších sokolských činovníků pozatýkána. Proto se na jaře 1940 vedení ujala tzv. druhá garnitura. Novým starostou po zatčeném Josefu Truhlářovi byl zvolen v únoru 1940 právě JUDr. Jan Václav Keller.
Po nástupu Reinharda Heydricha do funkce zastupujícího říšského protektora (27. září 1941) a vyhlášení prvního stanného práva se OSVO stala cílem úderů německých bezpečnostních orgánů (gestapo, sicherheitsdienst). Drtivý úder sokolské organizaci zasadily německé bezpečnostní složky v noci ze 7. na 8. října 1941, kdy proběhla tzv. Akce Sokol. Při této razii bylo zatčeno asi 1 500 členů České obce sokolské (mezi nimi: Antonín Benda, Stanislav Bukovský, Ladislav Jandásek, Jan Václav Keller, Jan Pelikán a jiní) z toho asi 800 funkcionářů. Dne 8. října 1941 byla sokolská organizace rozpuštěna, ale úředně k tomuto aktu došlo až 11. října 1941. Rekonstrukcí poničených struktur OSVO se začal zabývat Ladislav Vaněk – zakladatel ilegální organizace Jindra, která se stala přímým pokračovatelem OSVO. 
Jan V. Keller byl členem tzv. ilegální pětky. V rámci Akce Sokol (německy: Aktion Sokol) byl poprvé zatčen v noci z 8. října 1941 na 9. října 1941 a až do počátku ledna 1942 jej Němci drželi v policejní věznici v Malé pevnosti v Terezíně. Pro špatný zdravotní stav byl z Terezína ale posléze propuštěn.
Společně se svojí manželkou Zdeňkou Kellerovou byl JUDr. Jan Václav Keller podruhé zatčen 21. dubna 1943 gestapem. K trestu smrti byl Jan V. Keller odsouzen v procesu u Lidového soudního dvora v Berlíně dne 10. září 1943, kde figuroval jako korunní svědek profesor Ladislav Vaněk. A právě na základě svědecké výpovědi Ladislava Vaňka určil předseda soudu Freisler pro Kellera u berlínského soudního dvora hrdelní rozsudek. Kellerova manželka Zdeňka byla v tomto procesu odsouzena k trestu odnětí svobody, z věznice v Charlotenburgu se na svobodu dostala s podlomeným zdravím.
Dne 21. dubna 1943 se dostavilo do našeho bytu gestapo a zatklo mne i mého chotě. Hned při prvém výslechu, když jsme zůstali spolu chvíli o samotě mě manžel upozornil, že prof. Vaněk nás zradil. Při druhém výslechu jsem se dozvěděla, že jsem byla prof. Vaňkem označena jako spojka mezi sokolstvem a protektorátní vládou a přímo nařčena, že jsem donesla mnoho cenných zpráv od ministra (Richarda) Bienerta sokolstvu: jako například, že bude zastavena sokolská činnost, že Sokol bude rozpuštěn (čímž jsem sokolstvu umožnila odklidit materiály), že jsem nosila zprávy o ilegální činnosti nově ustaveného sokolstva pod jménem Jindra atd.
Zdeňka Kellerová, Poválečná výpověď, 
Po rozsudku byl těžce nemocný Jan V. Keller vězněn v Brandenburgu v Německu v samostatné cele (s koulí na řetězu na noze) a datum vykonání jeho popravy bylo stále záměrně oddalováno. Zemřel 26. února 1944 ve 14.00 hodin ve věznici v Brandenburgu (Brandenburg an der Havel) těsně před posledním datem ohlášení popravy.
Pak po dlouhých výsleších přišel den soudu 10. září 1943. Já i manžel jsme byli postaveni pro velezradu před lidový soud. ... Prezident soudu mně vyhrožoval svědkem, věděla jsem, že to má být zase profesor Vaněk, který mě usvědčí ze lži, ale pevně jsem trvala na své výpovědi. ... Pak dostal prof. Vaněk otázku, zda dr. Keller věděl o jeho ilegální činnosti. Na to odpověděl Vaněk pevným hlasem: „Ano věděl to od zastřeleného náčelníka ČOS (Augustina) Pechláta“. ... Vaněk tvrdil tuto nepravdu se zřejmým úmyslem, aby byl můj muž odsouzen k smrti, neboť nic jiného se od jeho nařčení nedalo čekat. ... Když mně po odsouzeni mého manžela k smrti byla povolena rozmluva s ním, řekl mi: „Vrátíš-li se domů řekni všem sokolům, že Vaněk je bídný zrádce, aby se před ním měli na pozoru.“ ... V prosinci 1943 jsem byla znovu přivezena do Prahy a podrobena novým výslechům stran ministra (Richarda) Bienerta. Při této příležitosti se mě ptal komisař, zdali je mi známo, že můj manžel byl odsouzen k trestu smrti a znám-li důvod. Odpověděla jsem: „Ano pro nepravdivé výpovědi svědka Vaňka“. Komisař mi řekl: „Pan profesor Vaněk je hodný pán. Je to náš člověk a proto mu věříme.“ 
Zdeňka Kellerová, Poválečná výpověď, 

## Po druhé světové válce
Druhou světovou válku přežila dcera manželů Kellerových Soňa Výšková (* 2. prosince 1912 – 28. dubna 1996) dlouholetá pracovnice geologické sekce přírodovědecké fakulty Univerzity Karlovy. Po nástupu komunistického režimu v Československu byl majetek rodiny Kellerů vyvlastněn. Pražská ulice Kellerova, která se po něm jmenovala (mezi léty 1947 až 1952), byla v roce 1952 přejmenována na Janáčkovu a nakonec (po roce 1962) na Kmochovu.

## Připomínka
Jeho jméno (DR. JAN V. KELLER) je uvedeno (spolu s ostatními) na pamětní desce věnované obětem boje za svobodu v letech 1939 až 1949. Tato pamětní deska je umístěna v budově České národní banky (ČNB) na adrese: Praha 1, Na Příkopě 864/28.

## Galerie

Spolupracovníci v ČOS a v protiněmeckém odboji
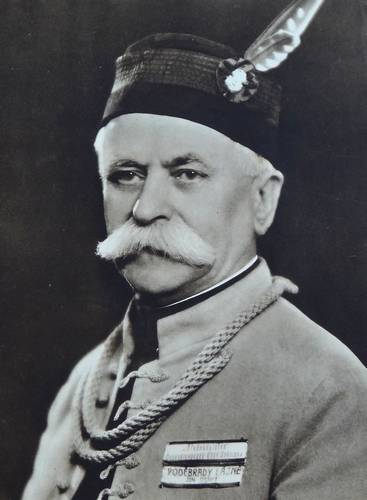
Starosta Sokola v první garnituře a předchůdce Jana V. Kellera – Josef Truhlář
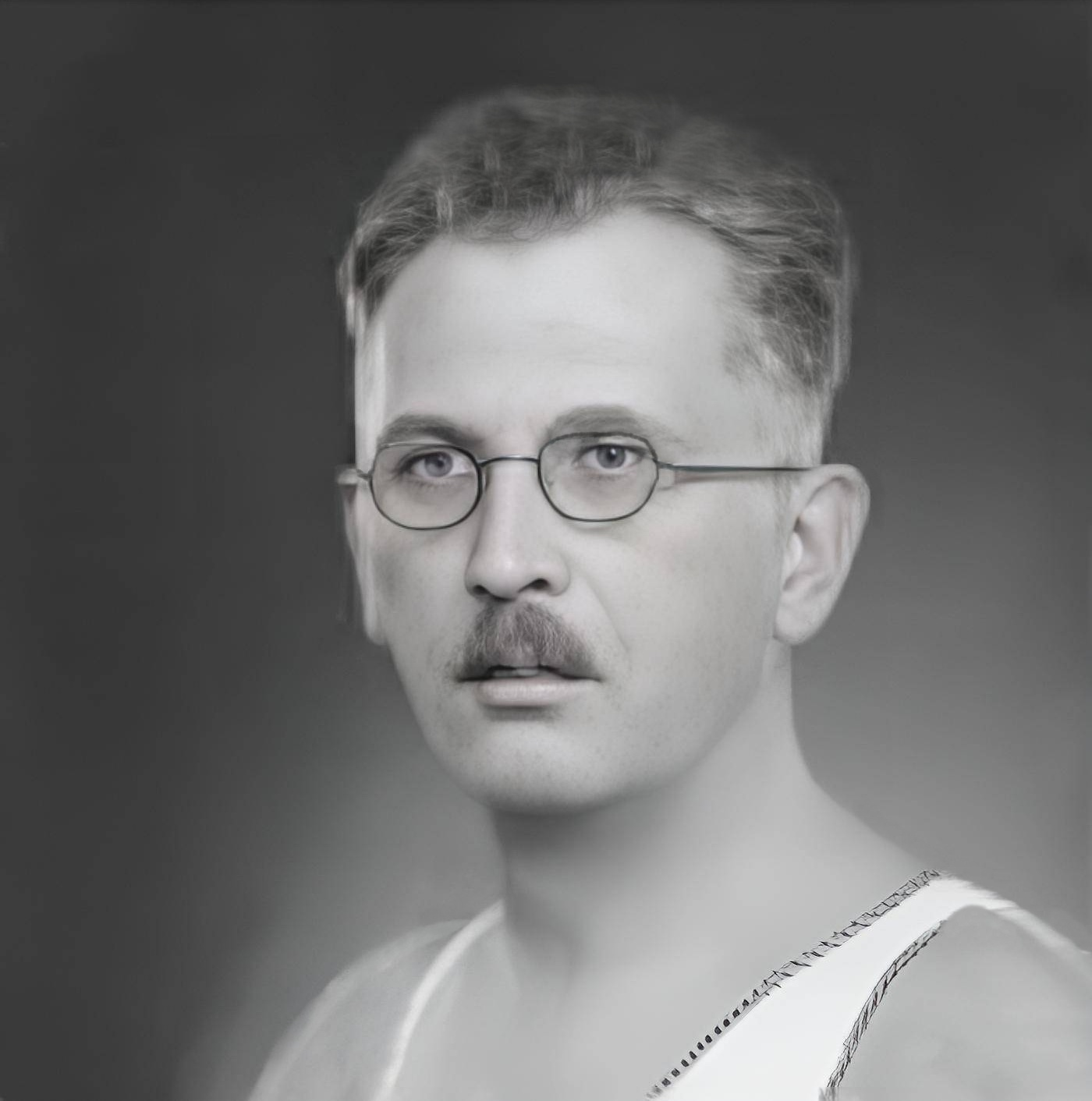
Antonín Benda – jeden z mnoha zatčených v Akci Sokol
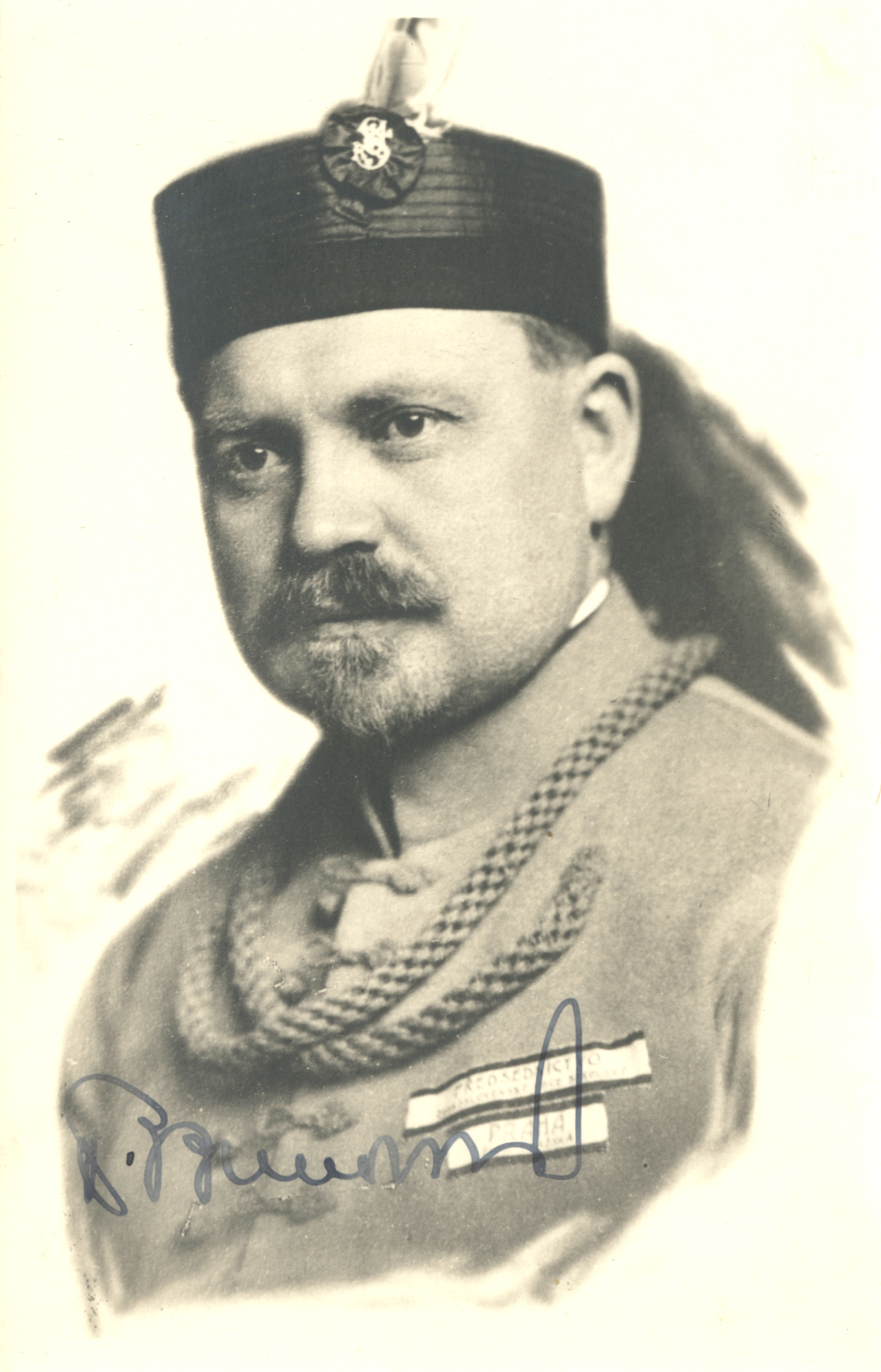
Sokolský činovník MUDr. Stanislav Bukovský – jeden z mnoha zatčených v Akci Sokol
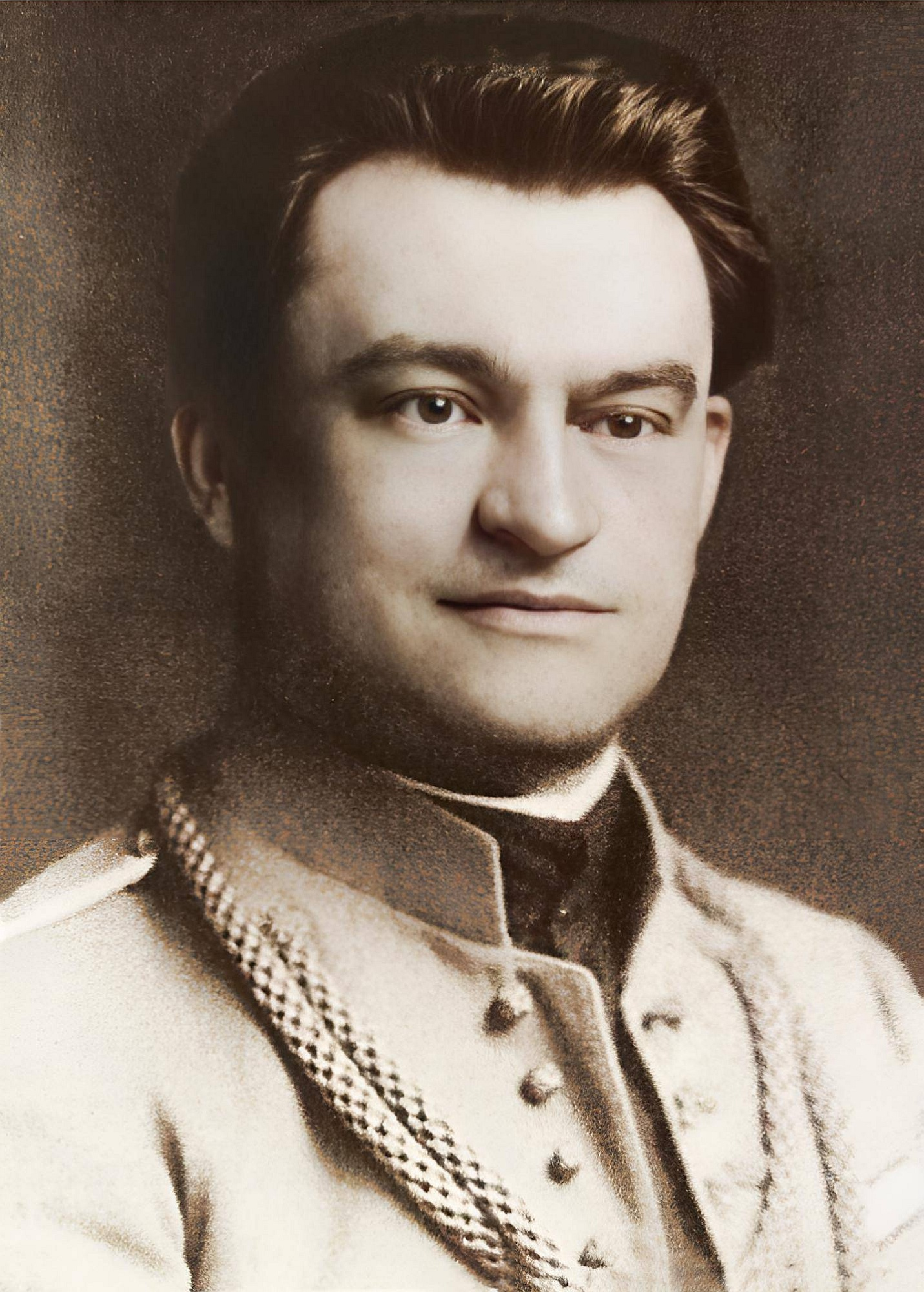
Sokolský činovník Jan Pelikán[p. 5] – jeden z mnoha zatčených v Akci Sokol